# 선교 (재단법인)
재단법인 선교(仙敎)는 선교종단(仙敎宗團)을 보존하고 홍익인간 재세이화의 평화로운 사회상을 구현하기 위해 2012년 12월 28일에 설립된 문화체육관광부 및 문화재청 소관의 재단법인으로 대한민국 최초의 선교(仙敎) 종단(宗團)이다. 재단법인 선교는 박광의 취정원사가 1991년 천지인합일 정회사상을 대각하여 선교(仙敎)를 창교하고, 1997년에 창설한 선교(仙敎) 교단(敎團)을 정부에 종단등록한 것으로, 재단법인 선교 산하 사단법인 선교총림선림원, 사단법인 선교종단보존회, 사단법인 선교문화예술보존회로 구성되어 있다. 설립자는 취정 박광의 원사이며, 사무실은 광주광역시 동구 동계천로 87 에 있다.

## 목적과 주요사업

### 목적
- 선교(仙敎)의 교리와 수행법을 통한 건전한 신앙인을 배출.
- 선교종단(仙敎宗團)을 보존.
- 선교문화(仙敎文化)를 발굴보존.
- 자선, 구호 등 공익적 사업을 통해 홍익인간 재세이화의 평화로운 사회상 구현.

### 주요사업
- 교리연구 및 경전 발간사업
- 교인 포덕 교화사업
- 선교수행법 보급사업
- 선교문화발굴 및 보존사업
- 전통 마을신앙 복원사업
- 청소년 선도와 윤리도덕 교화사업

### 포교활동
- 재단법인 선교 삼일절선언문[2]
- 한민족종교회담 개최[3]
- 민족종교통합추진위원회 출범[4]
- 선교창교 20주년 신성회복대법회[5]
- 선교환인집부회 선교창교원년 종헌결의[6]
- 선교창교 33년 신성회복대법회[7]
- 선교창교 33년 "한민족 시조 환인 바르게 알리기" 운동 전개[8]